# Монелин
Монелин (Монеллин) — интенсивно сладкий полипептид, впервые выделенный из тропического растения Dioscoreophyllum cumminsii (семейства Луносемянниковые).

## История
В 1972 г. две независимые группы установили белковую природу монелина. Моррис и др. назвали это вещество по названию своего института. Белок с изоэлектрической точкой 9,03. Состоит из 2 субъединиц (A и B), включающих соответственно 44 и 50 аминокислот

Monellin chain A (44 AA): 

REIKGYEYQL YVYASDKLFR ADISEDYKTR GRKLLRFNGP VPPP

Monellin chain B (50 AA): 

GEWEIIDIGP FTQNLGKFAV DEENKIGQYG RLTFNKVIRP CMKKTIYEEN
.

## Свойства
Соединение примерно в 2000 раз слаще сахарозы
, однако не у всех людей он вызывает ощущение сладости. Монелин не токсичен, но его термическая нестойкость и сложность синтеза делают практическое применение монелина проблематичным.
Нагревание до 55-65 °С и ферментативный гидролиз приводят к потере сладкого вкуса.
Стабилен при уровнях кислотности pH 2-9. Отдельные субъединицы сладким вкусом не обладают.